# Alberto Ginés López
Pour les articles homonymes, voir Ginés et López.
Alberto Ginés López, né le 23 octobre 2002 à Cáceres, est un grimpeur espagnol. Il a remporté le 5 août 2021 les premiers jeux olympiques de l'histoire de l'escalade.

## Biographie
Deuxième de la Coupe du monde d'escalade de 2019 en difficulté, il a remporté aux Championnats d'Europe d'escalade 2019 à Édimbourg la médaille d'argent en difficulté.
Il est le premier à remporter la médaille d'or aux Jeux olympiques, à Tokyo en 2021.

## Palmarès

### Jeux olympiques
- Tokyo 2021
  -  Médaille d'or du combiné

### Coupe du monde
- 2019
  -  Médaille d'argent en difficulté

### Championnats d'Europe
- 2019 à Édimbourg,  Royaume-Uni
  -  Médaille d'argent en difficulté
- 2022 à Munich,  Allemagne
  -  Médaille de bronze en difficulté
  -  Médaille de bronze en combiné